# Mongol (film)
Mongol (rusko Монгол) je zgodovinski epski film iz leta 2007, ki ga je režiral Sergej Bodrov in zanj tudi napisal scenarij skupaj z Arifom Alijevim. Film je posnet v rusko-nemško-kazahstansko-kitajsko-mongolski koprodukciji, v glavnih vlogah nastopajo Tadanobu Asano, Sun Honglei, Čuluuni Hulan in Amadu Mamadakov. Zgodba prikazuje zgodnje življenje Temüdžina, kasneje znanega kot Džingiskan. Prikazuje ugrabitev, sorodstvo in posledice vojne. Prvotno je bil prvotno zamišljen kot prvi del trilogije o Džingiskanu.
Film je bil premierno prikazan 20. septembra 2007 v ruskih kinematografih. Osvojil je nagrado Nika za najboljši ruski film leta in bil kot kazahstanski kandidat nominiran za oskarja za najboljši mednarodni celovečerni film na 80. podelitvi. Skupno je prejel petnajst nagrad in enajst nominacij na svetovnih filmskih festivalih.

## Vloge
- Tadanobu Asano kot Džingiskan/Temüdžin
  - Odnjam Odsuren kot mladi Temüdžin
- Sun Honglei kot Džamuka
  - Amarbold Tuvšinbajar kot mladi Džamuka
- Čuluuni Hulan kot Börte
  - Bajertseceg Erdenebat kot mladi Börte
- Amadu Mamadakov as Targutai
- Ba Sen kot Jesugei
- Sai Šing Ga kot Čiledu
- Bu Ren kot Taičar
- Alija kot Oelun
- He Ši kot Dai-Sečen
- Deng Ba Te Er kot Daritai
- Žang Džiong kot poveljnik garizona
- Ben Hon Sun kot menih